# رودريغو تابيا
رودريغو تابيا (بالإسبانية: Rodrigo Tapia)‏ (28 سبتمبر 1994 ببوينس آيرس في الأرجنتين - ) هو لاعب كرة قدم أرجنتيني في مركز الدفاع. لعب مع نادي سان لورينزو.

## وصلات خارجية
- رودريغو تابيا على موقع قاعدة بيانات كرة القدم.إي يو (الإنجليزية)
- رودريغو تابيا على موقع Soccerway.com (الإنجليزية)
- رودريغو تابيا على موقع AS.com (الإسبانية)